# Inchiesta (araldica)
Inchiesta è un termine utilizzato in araldica per le arme che offrono notevoli irregolarità araldiche ma di storica importanza e che quindi sono dette "armi di inchiesta". Sono dette anche "armi dimandanti" o "armi enigmatiche" perché non rispettano la regola di contrasto dei colori.
La più famosa arma d'inchiesta è quella del Regno di Gerusalemme, in cui le croci d'oro compaiono su un campo d'argento.

d'argento, alla croce potenziata d'oro, accantonata da quattro crocette dello stesso